# Hannah Brandt
Hannah Brandt (née le 27 novembre 1993 à Vadnais Heights dans l'État du Minnesota) est une joueuse américaine de hockey sur glace évoluant dans la ligue élite féminine en tant qu'attaquante. Elle a remporté une médaille d'or aux Jeux olympiques de Pyeongchang en 2018 et a également représenté les États-Unis dans quatre championnats du monde, remportant trois médailles d'or et une médaille d'argent.
Elle joue pour les Whitecaps du Minnesota dans la Ligue nationale de hockey féminin et remporte la coupe Isobel avec eux pour la saison 2018-2019.

## Biographie

### En club
Hannah Brandt joue dans l'équipe des Pioneers de Hill-Murray pour le lycée du même nom, qui évolue dans la ligue des United States High School (USHS) gérée par la fédération USA Hockey. Elle enregistre un record de 59 buts et 31 aides en 26 matchs lors de la saison 2011-2012. Elle réalise 22 matchs multi points et accumule 13 coups du chapeau. Lors de ses cinq années avec les Pioneers elle inscrit un total de 192 buts et 142 aides.
Par la suite, elle s'engage dans l'équipe universitaire de l'Université du Minnesota, évoluant dans la ligue universitaire de hockey féminin NCAA en compagnie des co-finalistes 2012 du Trophée Ms. Hockey du Minnesota, Milica McMillen et Lee Stecklein . En effet, Hannah Brandt remporte ce prix qui récompense la meilleure joueuse du Minnesota de niveau lycéen en 2012.
Pour sa première saison en NCAA, elle marque 33 buts et 49 aides, ce qui lui donne la seconde place de la Division I avec 82 points, juste derrière sa coéquipière Amanda Kessel . L'équipe remporte ainsi le championnat en 2013 et Brandt est nommée parmi 10 finalistes pour le Trophée Patty Kazmaier. Elle remporte le titre de « Recrue de l'année de l'Association Collégiale de Hockey de l'Ouest» (WCHA).
Lors de sa seconde année, elle inscrit le plus d'assistances du championnat en Division I et mène son équipe en nombre de buts pour sa seconde et troisième année universitaire au cours de laquelle son équipe remporte une nouvelle fois le titre du championnat 2015. Pour les deux années, elle est à nouveau nommée parmi les 3 dernières finalistes du Trophée Patty Kazmaier et remporte le titre de « Joueuse de l'année du WCHA ». Lors de la dernière saison 2015-2016 elle est nommée co-capitaine avec Lee Stecklein .
En 2015, lors du premier repêchage de la Ligue nationale de hockey féminin (LNHF) Hannah Brandt est repêchée par le Whale du Connecticut . Le 27 avril 2016, ses droits sont échangés avec les Riveters de New-York . Finalement, elle joue pour les Whitecaps du Minnesota alors que l'équipe est indépendante lors de la saison 2016-2017 puis elle se concentre sur l'année de préparation aux Jeux Olympiques en 2017-2018.
Le 20 juin 2018, Brandt signe en tant qu'agent libre avec les Whitecaps du Minnesota qui joueront dans la LNHF pour la saison 2018-2019 ,.
En 2024, elle évolue pour le Fleet de Boston dans la Ligue professionnelle  de hockey féminin (LPHF).

### En équipe nationale

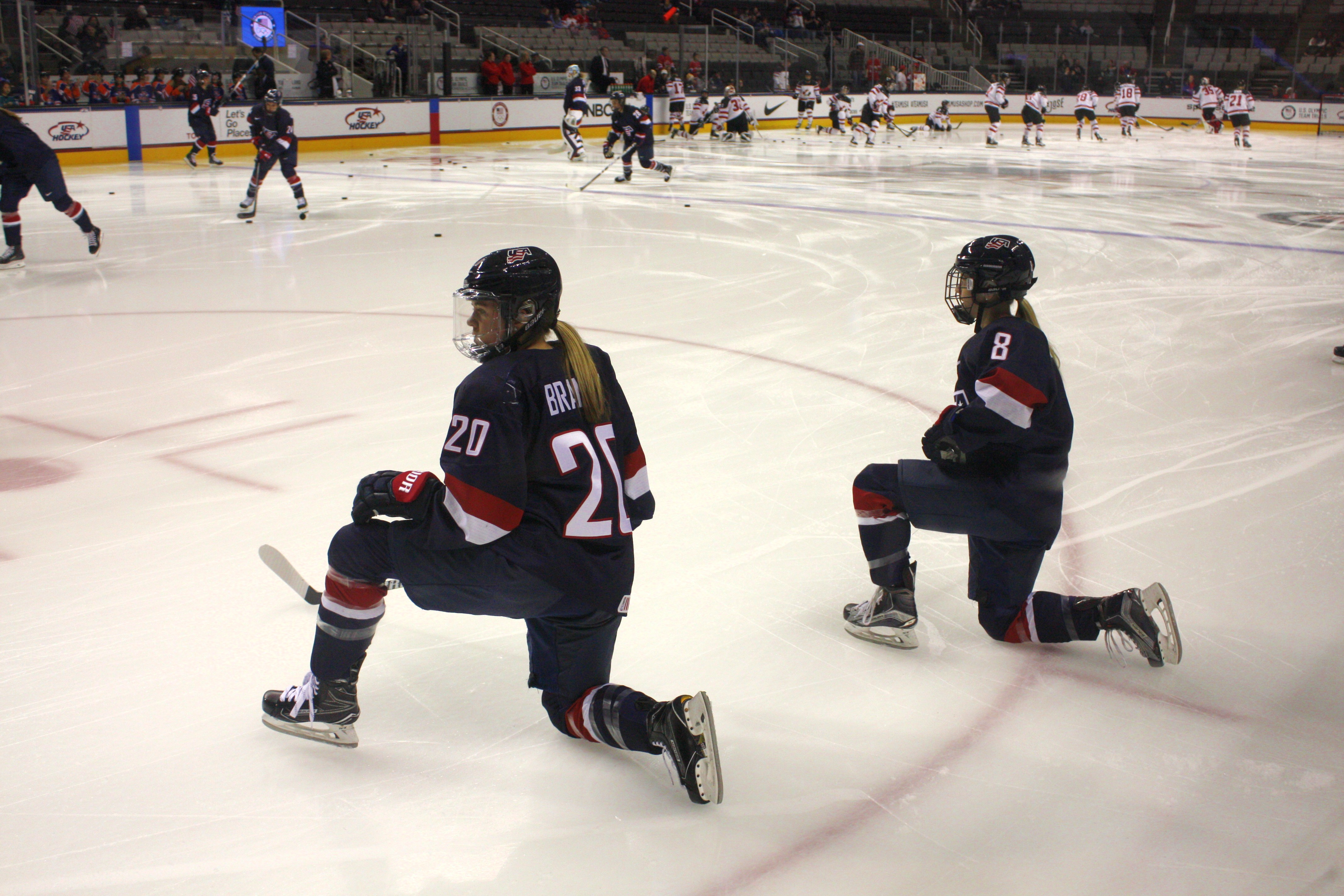
Hannah Brandt en premier plan, à l'échauffement, en 2017.

Elle fait ses débuts en équipe nationale des États-Unis dans l'équipe des moins de 18 ans lors du championnat du monde 2011, avec qui elle remporte sa première médaille d'or. En décembre 2011, elle obtient l'opportunité de s'entrainer avec l'équipe sénior.
Brandt est sélectionnée pour la première fois en équipe sénior à l'occasion du championnat du monde 2012, où elle remporte une médaille d'argent. Elle est à nouveau sélectionnée pour le championnat du monde 2015 où cette fois l'équipe remporte une médaille d'or .
En 2014, elle remporte une médaille d'argent lors de la Coupe des quatre nations, puis en 2016 et 2017 deux médailles d'or .
Le 1er janvier 2018, Brandt est annoncée dans la sélection officielle des États-Unis pour les Jeux olympiques de 2018 . Elle aide son équipe avec 2 points en 5 matchs , remportant la première médaille d'or pour les États-Unis depuis 1998.

## Vie privée
Hannah Brandt a une sœur adoptive, Marissa Brandt, que ses parents ont adoptée en Corée du Sud . Toutes deux inscrites en patinage artistique, Hannah a basculé vers le hockey à l'âge de 5 ans et Marissa la suit quelques années plus tard. Elles jouent toutes les deux dans la même équipe au lycée Hill-Murray. Par la suite, Marissa joue dans le championnat universitaire NCAA mais en Division III, à l'université Gustavus Adolphus College pendant qu'Hannah est au Minnesota en Division I.
Les sœurs remportent la médaille d'or de leur catégorie respective au championnat du monde de 2017 : Hannah avec l'équipe des États-Unis en élite et Marissa avec l'équipe de Corée du Sud en Division II, sous son nom de naissance Park Yoon-jung .
Les deux sœurs se sont affrontées lors des Jeux olympiques 2018 , qui se sont déroulés en Corée du Sud.

## Statistiques

### En club
| Saison      | Équipe                      | Ligue       |     | Saison régulière | Saison régulière | Saison régulière | Saison régulière | Saison régulière |   | Séries éliminatoires | Séries éliminatoires | Séries éliminatoires | Séries éliminatoires | Séries éliminatoires |
| Saison      | Équipe                      | Ligue       | PJ  | B                | A                | Pts              | Pun              | PJ               | B | A                    | Pts                  | Pun                  |                      |                      |
| 2012-2013   | Golden Gophers du Minnesota | NCAA        | 41  | 33               | 49               | 82               | 16               |                  |   |                      |                      |                      |                      |                      |
| 2013-2014   | Golden Gophers du Minnesota | NCAA        | 41  | 23               | 42               | 65               | 14               |                  |   |                      |                      |                      |                      |                      |
| 2014-2015   | Golden Gophers du Minnesota | NCAA        | 40  | 34               | 40               | 74               | 14               |                  |   |                      |                      |                      |                      |                      |
| 2015-2016   | Golden Gophers du Minnesota | NCAA        | 36  | 25               | 39               | 64               | 4                |                  |   |                      |                      |                      |                      |                      |
| 2018-2019   | Whitecaps du Minnesota      | LNHF        | 16  | 5                | 6                | 11               | 0                | 2                | 2 | 0                    | 2                    | 2                    |                      |                      |
| Totaux NCAA | Totaux NCAA                 | Totaux NCAA | 158 | 115              | 170              | 285              | 48               |                  |   |                      |                      |                      |                      |                      |
| Totaux LNHF | Totaux LNHF                 | Totaux LNHF | 16  | 5                | 6                | 11               | 0                | 2                | 2 | 0                    | 2                    | 2                    |                      |                      |

### En équipe nationale
| Année | Équipe             | Compétition                  |   | PJ | B | A  | Pts | Pun               |  | Résultat |
| 2011  | États-Unis - 18ans | Championnat du monde - 18ans | 5 | 5  | 5 | 10 | 2   | Médaille d'or     |  |          |
| 2012  | États-Unis         | Championnat du monde         | 5 | 0  | 0 | 0  | 0   | Médaille d'argent |  |          |
| 2015  | États-Unis         | Championnat du monde         | 5 | 3  | 2 | 5  | 2   | Médaille d'or     |  |          |
| 2017  | États-Unis         | Championnat du monde         | 5 | 1  | 0 | 1  | 0   | Médaille d'or     |  |          |
| 2018  | États-Unis         | Jeux olympiques              | 5 | 1  | 1 | 2  | 2   | Médaille d'or     |  |          |
| 2019  | États-Unis         | Championnat du monde         | 3 | 0  | 1 | 1  | 0   | Médaille d'or     |  |          |

## Trophées et Honneurs personnels
- 2012 : 
  - Most Valuable Player (Joueuse la plus utile) des Pioneers de Hill-Murray
  - Trophée Minnesota Ms. Hockey [18]

### Ligue universitaire
- 2012-2013 :
  - Recrue de la semaine de l'Association Collégiale de Hockey de l'Ouest (WCHA) (Semaine du 25 Oct. 2012) [19]
  - Nommée pour le Trophée Patty Kazmaier
- 2013-2014 : 
  - Joueuse de la semaine du WCHA (Semaine du 28 Oct. 2014) [20]
  - Nommée pour le Trophée Patty Kazmaier
- 2014-2015
  - Joueuse de l'année du WCHA
  - Meilleure marqueuse du WCHA
  - Nommée pour le Trophée Patty Kazmaier
  - Sélectionnée dans l'équipe première « All-Americans » par CCM hockey [21]
- 2015-2016
  - Nommée pour le Trophée Patty Kazmaier